# Minister bez teki
Minister bez teki – członek rządu w randze ministra, który nie kieruje żadnym ministerstwem. Zajmuje się realizacją zagadnień konkretnych zadań powierzonych przez premiera i uznanych przezeń za istotne, a nie realizowanych w żadnym resorcie.